# Marko Kemppainen
Marko Kemppainen (* 13. Juli 1976 in Kajaani) ist ein ehemaliger finnischer Sportschütze.

## Erfolge
Marko Kemppainen erreichte 2001 in Kairo im Skeet den dritten Platz bei den Weltmeisterschaften, acht Jahre später wurde er mit der Mannschaft in Maribor Vizeweltmeister. Dazwischen nahm er an den Olympischen Spielen 2004 in Athen teil, bei denen er in der Qualifikation alle Ziele traf und mit 125 Punkten den Weltrekord einstellte. Im Finale erzielte er weitere 24 Punkte und musste gegen den punktgleichen Andrea Benelli ins Stechen. Benelli gelangen fünf Treffer, während Kemppainen nur vier Ziele traf und damit als Zweiter vor dem Drittplatzierten Juan Miguel Rodríguez die Silbermedaille gewann. Bei den Europaspielen 2015 in Baku gewann er eine weitere Bronzemedaille.
Kemppainen ist verheiratet und hat drei Kinder.